# Robert Frost
Robert Lee Frost (San Francisco, 26 de marzo de 1874-Boston, 29 de enero de 1963) fue un poeta estadounidense, considerado uno de los fundadores de la poesía moderna en su país por expresar, con sencillez filosófica y profundidad sentimental, la vida y emociones del ser humano rural de Nueva Inglaterra. 

## Biografía
Su madre fue Isabelle Moodle y su padre William Prescott Frost junior, maestro y posteriormente editor del San Francisco Evening Bulletin (que más tarde se fusionaría con el The San Francisco Examiner), candidato fallido a recaudador de impuestos y descendiente de una de las familias más antiguas de los Estados Unidos (su ancestro fue el colono Nicholas Frost de Tiverton (Devon), Inglaterra, que vino a New Hampshire en 1634 a bordo del Wolfrana). Bautizaron a sus hijos en la confesión swedenborgiana, la de la madre, que de adultos abandonaron. 
Tras fallecer el padre por tuberculosis el 5 de mayo de 1885, cuando el futuro poeta tenía 11 años, su familia, compuesta además por su hermana Jeanie, 2 años más joven, se trasladó a Lawrence (Massachusetts), y se vio obligado a contribuir a la economía familiar vendiendo periódicos y realizando otros humildes trabajos hasta que pudieron asentarse. 
Robert Frost se inscribió en el Dartmouth College (1892); en 1894 vendió su poema "My Butterfly. An Elegy" ("Mi mariposa: una elegía"), publicado el 8 de noviembre de 1894 a una editorial independiente de Nueva York por $15 de entonces, equivalentes hoy en poder de compra a por lo menos $3000. Orgulloso de su hazaña, pidió en matrimonio a Elinor Miriam White (1873-1938), pero ella no aceptó hasta que pudiese terminar los estudios que había emprendido en la Universidad de Saint Lawrence. Se casaron en Lawrence (Massachusetts) el 19 de diciembre de 1895. Apenas 2 años después asistió a la Universidad de Harvard (1897-1899), donde tuvo por profesor al poeta y filósofo George Santayana, pero se fue voluntariamente debido a una enfermedad; en 1900, además, falleció su madre. 
Como, poco tiempo antes de morir, su abuelo había comprado una granja para Robert y Elinor en Derry (New Hampshire), Robert se puso a trabajar en esta granja durante 9 años, dedicando las horas más tempranas de las mañanas a escribir. Pero su esfuerzo se reveló infructuoso y para mantener a su familia probó además con los empleos de hilandero, zapatero y editor de un periódico rural, y al fin tuvo que dedicarse a la enseñanza como profesor de inglés en la Academia Pinkerton de Derry entre 1906 y 1911 y luego en la Escuela normal de New Hampshire (actualmente Universidad estatal de Plymouth) en Plymouth.
En 1912 Frost partió con su familia para Gran Bretaña y se instaló al principio en Beaconsfield, cerca de Londres. En la capital británica conoció a poetas de fama, como Edward Thomas y el restante grupo de los "Poetas de Dymock" (Lascelles Abercrombie, Rupert Brooke, Wilfrid Wilson Gibson y John Drinkwater), además de a T. E. Hulme y Ezra Pound, publicando allí sus dos primeros libros, una colección de poemas (A Boy's Will, 1913) y un conjunto de monólogos dramáticos (North of Boston, 1914). Obtuvo un éxito inmediato, y en 1915 regresó a los Estados Unidos, donde ya era bastante conocido por las reediciones de sus libros allí. Compró una granja en Franconia (Nuevo Hampshire) e inició una carrera en la escritura y la enseñanza, ofreciendo además diversas conferencias. Entre los años 1916-1920, 1923-1924 y 1927-1938, Frost enseñó inglés en el Amherst College de Massachusetts; en 1924 ganó el primero de sus cuatro Premio Pulitzer de Poesía por su libro New Hampshire: A Poem with Notes and Grace Notes. Ganaría los restantes por Collected Poems en 1931, A Further Range en 1937 y A Witness Tree en 1943.
Durante 42 años, desde 1921 hasta 1963, Frost pasó casi cada verano y otoño enseñando en la escuela de inglés Bread Loaf Mountain del Middlebury College, en Vermont, donde su enseñanza fue determinante para desarrollar los programas de escritura creativa.
Publicó Un valle en la montaña (1916), Arroyo hacia el oeste (1928), Una cordillera más lejana (1936), Una mascarada de la razón (1945) y En el claro (1962), entre otros muchos volúmenes de versos y dramas. Sus poemas reflejan la naturaleza ligada a las emociones de las personas que la habitan, con un lenguaje sencillo que va tejiendo no obstante máximas o moralejas complejas. Su mundo es trágico pero a la vez, por efecto de una filosofía de la resignación o de una sabiduría elemental, lo trágico se disuelve en los acontecimientos naturales de la vida, con un leve sentido del humor.
Detrás de sus ríos, árboles, senderos y paisajes se esconde la inminencia de algún peligro, los peligros potenciales de la naturaleza y el misterio esencial de las cosas a los que sus personajes sencillos, casi primitivos, se ven confrontados. La belleza, por ejemplo, puede surgir de una tempestad de hielo, más allá de su inclemencia y poder destructor, elevando la poesía a un misterio que la rebasa. Sus criaturas se cruzan de pasada con los elementos, y en ese fugaz encuentro es donde se produce la poesía, agigantando el encuentro en un símbolo mayor que expresa metáforas de la condición humana en general.

## Vida personal
Su vida personal estuvo plagada de dolores y pérdidas. En 1885, cuando tenía once años, su padre murió de tuberculosis dejando a la familia con solo $8. Su madre falleció de cáncer en 1900. En 1920, Frost tuvo que internar a su hermana menor Jeanie en un hospital psiquiátrico, donde murió nueve años más tarde. Diversas enfermedades mentales aquejaron a la familia de Frost, ya que tanto él como su madre sufrían de depresiones.
Su esposa, Elinor Miriam White, experimentó también episodios de depresión y padeció problemas del corazón durante toda su vida, desarrolló cáncer de mama en 1937 y murió de insuficiencia cardíaca en 1938. De sus seis hijos, Elliot (1896-1904) murió de cólera; Carol (1902-1940) se suicidó; Marjorie (1905-1934) murió como resultado de la fiebre puerperal tras un parto y Elinor Bettina murió al día siguiente del parto, en 1907. Solo Lesley (1899-1983) e Irma (1903-1967), quien tuvo que ser internada en un hospital mental en 1947, sobrevivieron a su padre.
La muerte de su esposa en 1938 y el suicidio de su hijo Carol en 1940 fueron los elementos que causaron más impacto en la estabilidad emocional del poeta, quien estuvo a punto de volverse alcohólico. En 1941 marchó a Cambridge y allí vivió el resto de su vida acompañado por su secretaria Kathleen Morrison, a la que pidió en matrimonio poco tiempo después de la muerte de su esposa, si bien ella rehusó.
Visitó Brasil en agosto de 1954 y en 1957 volvió a Europa, lo que aprovechó para conocer a W. H. Auden, E. M. Forster, Cecil Day Lewis y Graham Greene.

## Estilo
Su poesía refleja los más profundos impulsos del ser humano estadounidense: su sencillez y amor por la naturaleza y lo rural, su individualismo, su ironía y humor revuelto con una gran soledad y tragedia; también el valor estadounidense fundamental de la independencia; sobre esto último se hizo muy popular su poema "El camino no elegido", que en Estados Unidos de América se suele aprender de memoria, es para sus habitantes lo mismo que para los de España "Caminante, son tus huellas...", de Antonio Machado; "Dos caminos se bifurcaban en un bosque amarillo...". Alejado del modernismo anglosajón, utilizó un estilo coloquial y la métrica tradicional (el verso libre le parecía como "jugar al tenis sin red"); el escenario de sus más famosos poemas suele ser el paisaje de Nueva Inglaterra.
El prominente compositor indonesio de música clásica contemporánea Ananda Sukarlan ha compuesto música basada en sus poemas, hasta ahora de "Nothing Gold Can Stay", "Stopping By Woods on a Snowy Evening" y "The Road Not Taken".

## Obras

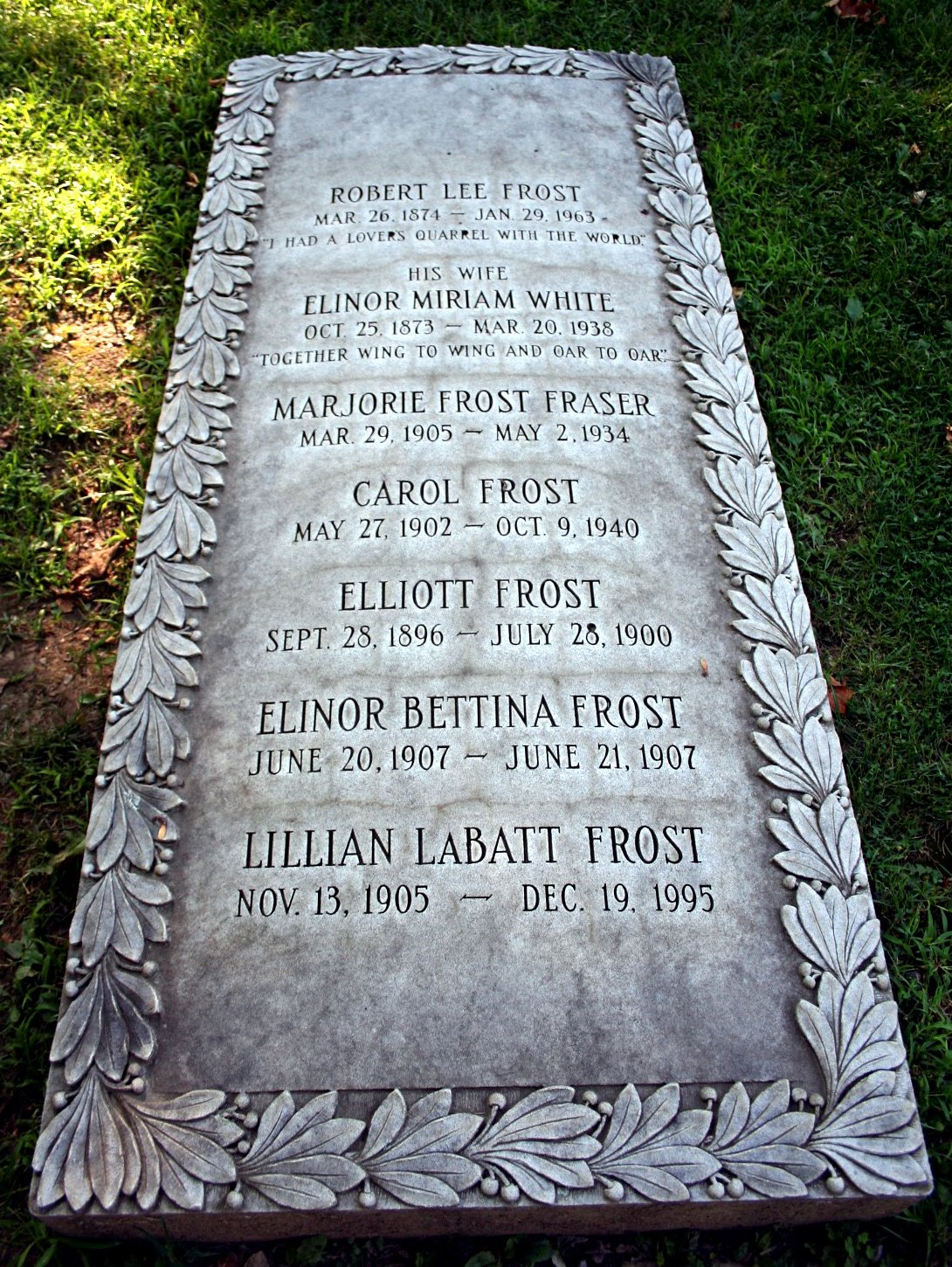
Tumba de Robert Frost.

### Lírica
- A Boy's Will (David Nutt, 1913; Holt, 1915).
- Mending Wall (1914).
- North of Boston (Norte de Boston) (David Nutt, 1914; Holt, 1914).
- Mountain Interval (Intervalos en la montaña) (Holt, 1916).
- Selected Poems (Poemas selectos) (Holt, 1923).
- New Hampshire (Holt, 1923; Grant Richards, 1924; Premio Pulitzer de Poesía).
- Several Short Poems (Holt, 1924).
- Selected Poems (Holt, 1928).
- West-Running Brook (Holt, 1929).
- The Lovely Shall Be Choosers (Random House, 1929).
- Collected Poems of Robert Frost (Holt, 1930; Longmans, Green, 1930; Premio Pulitzer de Poesía).
- The Lone Striker (Knopf, 1933).
- Selected Poems: Third Edition (Holt, 1934).
- Three Poems (Tres poemas) (Baker Library, Dartmouth College, 1935).
- The Gold Hesperidee (Bibliophile Press, 1935).
- From Snow to Snow (Holt, 1936).
- A Further Range (Holt, 1936; Cape, 1937; Premio Pulitzer de Poesía).
- Collected Poems of Robert Frost (Holt, 1939; Longmans, Green, 1939).
- A Witness Tree (Holt, 1942; Cape, 1943; Premio Pulitzer de Poesía).
- Steeple Bush (Holt, 1947).
- Complete Poems of Robert Frost, 1949 (Holt, 1949; Cape, 1951).
- Hard Not To Be King (House of Books, 1951).
- Aforesaid (Holt, 1954).
- A Remembrance Collection of New Poems (Holt, 1959).
- You Come Too (Holt, 1959; Bodley Head, 1964).
- In the Clearing (Holt Rinehart & Winston, 1962).
- The Poetry of Robert Frost (New York, 1969).
- Out Out (Vermont 1964).
- Dust of Snow

### Prosa
- The Letters of Robert Frost to Louis Untermeyer (Holt, Rinehart & Winston, 1963; Cape, 1964).
- Robert Frost and John Bartlett: The Record of a Friendship, by Margaret Bartlett Anderson (Holt, Rinehart & Winston, 1963).
- Selected Letters of Robert Frost (Holt, Rinehart & Winston, 1964).
- Interviews with Robert Frost (Holt, Rinehart & Winston, 1966; Cape, 1967).
- Family Letters of Robert and Elinor Frost (State University of New York Press, 1972).
- Robert Frost and Sidney Cox: Forty Years of Friendship (University Press of New England, 1981).
- The Notebooks of Robert Frost, edited by Robert Faggen (Harvard University Press, forthcoming January 2007). Archivado el 26 de noviembre de 2009 en Wayback Machine.

### Traducciones al español
- Poesía completa (traducción, introducción y notas de Andrés Catalán), Orense, Ediciones Linteo, 2017. ISBN 978-8494255120.

## Legado e influencia cultural

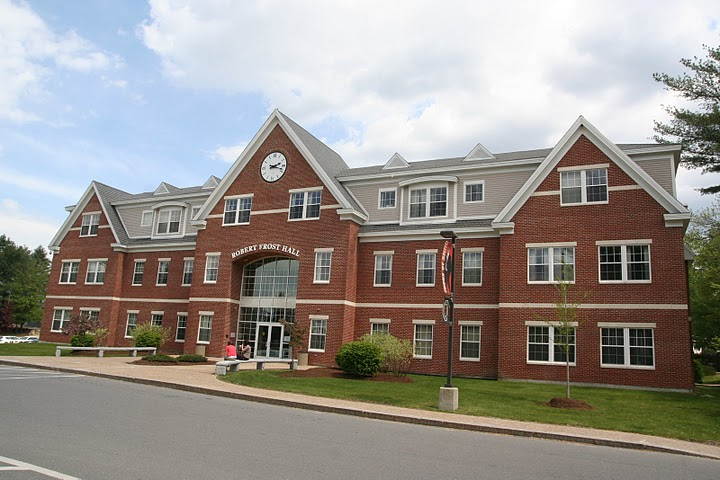
El Robert Frost Hall en la Universidad del Sur de New Hampshire.

- El Robert Frost Hall es un edificio académico en la Universidad Southern New Hampshire en Mánchester, New Hampshire.[7]
- Temprano en la mañana del 23 de noviembre de 1963, Sid Davis, de Westinghouse Broadcasting, informó la llegada del ataúd del presidente John F. Kennedy a la Casa Blanca. Dado que Frost era uno de los poetas favoritos del presidente, Davis concluyó su informe con un pasaje de "Pasando por Woods en una noche nevada", pero se sintió abrumado por la emoción cuando lo cerró.[8][9]
- Jawaharlal Nehru (1889-1964), el primer primer ministro de la India, mantuvo cerca de él un libro de Robert Frost durante sus últimos años, incluso en su mesita de noche mientras agonizaba.[10]
- El poema "Nothing Gold Can Stay" aparece tanto en la novela de 1967 The Outsiders de S. E. Hinton como en la adaptación cinematográfica de 1983, recitado por primera vez en voz alta por el personaje Ponyboy a su amigo Johnny. En una escena posterior, Johnny cita una estrofa del poema a Ponyboy mediante una carta que se leyó después de su fallecimiento.
- Su poema "Fuego y hielo" influyó en el título y otros aspectos de la serie de fantasía de George R. R. Martin Canción de hielo y fuego.[11][12]
- Nothing Gold Can Stay es el nombre del álbum de estudio debut de la banda estadounidense de pop-punk New Found Glory, publicado el 19 de octubre de 1999.[13]
- En el funeral del ex primer ministro canadiense Pierre Trudeau, el 3 de octubre de 2000, su hijo mayor, Justin, reformuló la última estrofa del poema "Stopping by Woods on a Snowy Evening" ("Pasando por el bosque en una noche nevada") en su panegírico: "Los bosques son hermosos, oscuros y profundos. [...] Ha cumplido sus promesas y se ha ganado el sueño."[14]
- Una tira cómica de Garfield publicada el 20 de octubre de 2002 presentaba originalmente al personaje principal recitando "Nothing Gold Can Stay".[15] Sin embargo, esto fue reemplazado en las colecciones de libros y en la edición en línea,[16] probablemente debido a que el poema todavía estaba bajo derechos de autoría cuando se publicó el cómic (el poema pasó a ser de dominio público, más tarde, en 2019).[17]
- El poema "Fuego y hielo" es el epígrafe del libro de Stephenie Meyer de 2007, Eclipse, de la saga Crepúsculo. También lo lee el personaje de Kristen Stewart, Bella Swan, al comienzo de la película Eclipse de 2010.
- Se hace referencia a "Nothing Gold Can Stay" en el álbum Stay Gold de First Aid Kit de 2014: "Pero así como la luna se extraviará / Así se pone el amanecer hoy / Ningún oro puede quedarse / Ningún oro puede quedarse".[18]
- "Nothing Gold Can Stay" (4 de febrero de 2015) es el título que recibe el décimo episodio de la séptima temporada de The Mentalist en el que un personaje muere.
- El personaje del barón Quinn recita "Fire and Ice" en un episodio de Into the Badlands de AMC.
- Se hace referencia y se recitan versos de "Fire and Ice" a lo largo del videojuego episódico de 2017 Life Is Strange: Before the Storm.
- La frase "Nothing gold can stay" ("Nada de oro puede permanecer") aparece en el sencillo de 2018 "Venice Bitch" de la cantante estadounidense Lana Del Rey. Del Rey también usó anteriormente esta línea en su sencillo de 2015 "Music to Watch Boys To".[19]